# Sterling Price
Sterling Price, född 20 september 1809 i Prince Edward County, Virginia, död 29 september 1867 i Saint Louis, Missouri, var en amerikansk demokratisk politiker och militär. Han var ledamot av USA:s representanthus 1845–1846 och Missouris guvernör 1853–1857. Han var brigadgeneral i USA:s armé i mexikansk–amerikanska kriget och generalmajor i Amerikas konfedererade staters armé i amerikanska inbördeskriget.
Price studerade vid Hampden–Sydney College, fortsatte sedan med att studera juridik och inledde sin karriär som advokat. Därefter flyttade han till Missouri. År 1840 blev han invald i Missouris representanthus där han valdes till talman.
Price tillträdde 1845 som kongressledamot. Han avgick 1846 och efterträddes i representanthuset av William McDaniel. I mexikanska kriget avancerade han sedan från överste till brigadgeneral.
Price efterträdde 1853 Austin A. King som Missouris guvernör och efterträddes 1857 av Trusten Polk.
Som generalmajor i den konfedererade armén deltog han i slaget vid Pea Ridge.
Price avled 1867 och gravsattes på Bellefontaine Cemetery i Saint Louis.